# Robert Lewandowski
Robert Lewandowski (* 21. srpna 1988 Varšava) je polský fotbalový útočník, který hraje od července 2022 ve španělském klubu FC Barcelona. Předtím působil v německých klubech Bayern Mnichov, Borussia Dortmund a v polských klubech. V Německu se stal mistrem s oběma kluby v součtu desetkrát. Je rovněž polským fotbalovým reprezentantem a s reprezentací si čtyřikrát zahrál na Mistrovství Evropy, a to v letech 2012, 2016, 2020 a 2024. Zúčastnil se Mistrovství světa 2018 a i 2022.
V průběhu své profesionální kariéry vstřelil přes 600 gólů.
V ročníku Bundesligy 2013/14 se stal v dresu Borussie Dortmund nejlepším střelcem soutěže (20 gólů). O dva roky později se mu podařilo totéž už v dresu Bayernu Mnichov (30 gólů). Nejlepším střelcem německé ligy se stal rovněž v pěti po sobě jdoucích ročnících 2017/18, 2018/19, 2019/20, 2020/21 a 2021/22 (29 gólů, resp. 22, 34, 41 a 35).
Na konci června roku 2021 Lewandowskému patřila třetí příčka v historické tabulce nejlepších střelců německé Bundesligy (321 utkání – 236 gólů), nejvíce z aktivních hráčů.
Zároveň je nejlepším střelcem Bundesligy mezi fotbalisty nikoliv německé národnosti, poté co překonal Claudia Pizarra. Po příchodu do Barcelony se stal ve své první sezóně 2022/23 se 23 góly nejlepším střelcem La Ligy, za což obdržel Pichichiho trofej. Barceloně tímto pomohl vybojovat ligový titul a vedle toho také superpohár.
V ročníku 2019/20 vyhrál s Bayernem Mnichov treble – německou ligu, německý pohár a Ligu mistrů UEFA, přičemž všechny tři soutěže dokončil jako jejich nejlepší střelec, což se v historii povedlo dále jen Johanu Cruijffovi. Lewandowského 15 gólů právě v ročníku 2019/20 Ligy mistrů je druhý nejvyšší počin, více gólů za jediný ročník vstřelil již jen Cristiano Ronaldo (17).
V únoru 2021 se stal se 72 góly historicky třetím nejlepším střelcem v Lize mistrů (bez započtení Poháru mistrů evropských zemí – PMEZ).
Za výkony v roce 2020 obdržel cenu Nejlepší fotbalista FIFA. V sezóně 2020/21 překonal vstřelením 41 gólů rekord Gerda Müllera v počtu gólů v jedné bundesligové sezóně. Díky tomu byl poprvé v kariéře oceněn Zlatou kopačkou pro nejlepšího střelce napříč evropskými ligovými soutěžemi. V listopadu 2021 skončil druhý v hlasování „Zlatý míč“ za Lionelem Messim a stejnými pořadateli byl oceněn Zlatým míčem pro nejlepšího útočníka. Následně obdržel podruhé cenu Nejlepší fotbalista FIFA, a to za rok 2021.

## Klubová kariéra

### Začátky
Kariéru zahájil v Partizánu Lešno v trénincích díky otci, který tam pracoval. V roce 1997 se dostal do Varsovie Varšava, kde hrál 7 let do léta 2005 a vsítil ve 4. lize 55 gólů. Také hrál za Deltu Varšava.
Sezónu 2005/2006 zahájil v béčku vojenské Legie Varšava v třetí lize, kde dosáhl třiceti branek.

### Znicz Pruszków
V létě 2006 roku odešel do Znicze Pruszków (čti [znič pruškuv], česky Pochodeň Pruškov), který za tento přestup zaplatil 120 tisíc zlotých (přes 260 tisíc Kč). Během dvou sezón tam vstřelil 78 gólů. Dostal se tam ve skvělém období klubu, který dostal plnou podporu vedení města pro boj o nejvyšší mety. Mužstvo bylo postaveno na většinou mladých borcích – kromě Lewandowského vynikli v Pochodni např. i Radosław Majewski a Paweł Zawistowski. V sezóně 2006/2007 v 3. lize i v sezoně 2007/2008 v 2. lize byl Lewandowski králem střelců.

### Lech Poznań

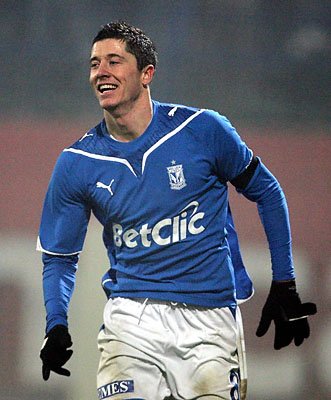
Robert Lewandowski v barvách Lechu Poznaň (2009)

18. června 2008 Lewandowski přišel do Lechu Poznaň. V Ekstraklase měl gólovou premiéru v zápase prvního kola s GKS Belchatov. V říjnu byl vyhodnocen týdeníkem Piłka Nożna (Kopaná) za polský objev roku 2008. 1. ledna 2009 ho redakce serveru imscouting.com zařadila do desítky nejslibnějších fotbalistů. O dva týdny později britský deník The Times umístil Lewandowského na 1. místo nejslibnějších hráčů do 23 let.
V sezóně 2008/09 získal s Lechem polský fotbalový pohár a v létě 2009 dosáhl na polský Superpohár, když v utkání vsítil 5 gólů. 15. května 2010 získal s Lechem mistrovský titul a sám vybojoval korunu Krále střelců s 34 góly na kontě.
Po skončení sezóny 2008/09 byl v nejlepší jedenáctce Ekstraklasy, která byla sestavena podle novinářů na základě známek, kterou hráči dostávali po každém z minimálně 16 zápasů.

### Borussia Dortmund

#### První sezóny 2010/2011 a 2011/2012

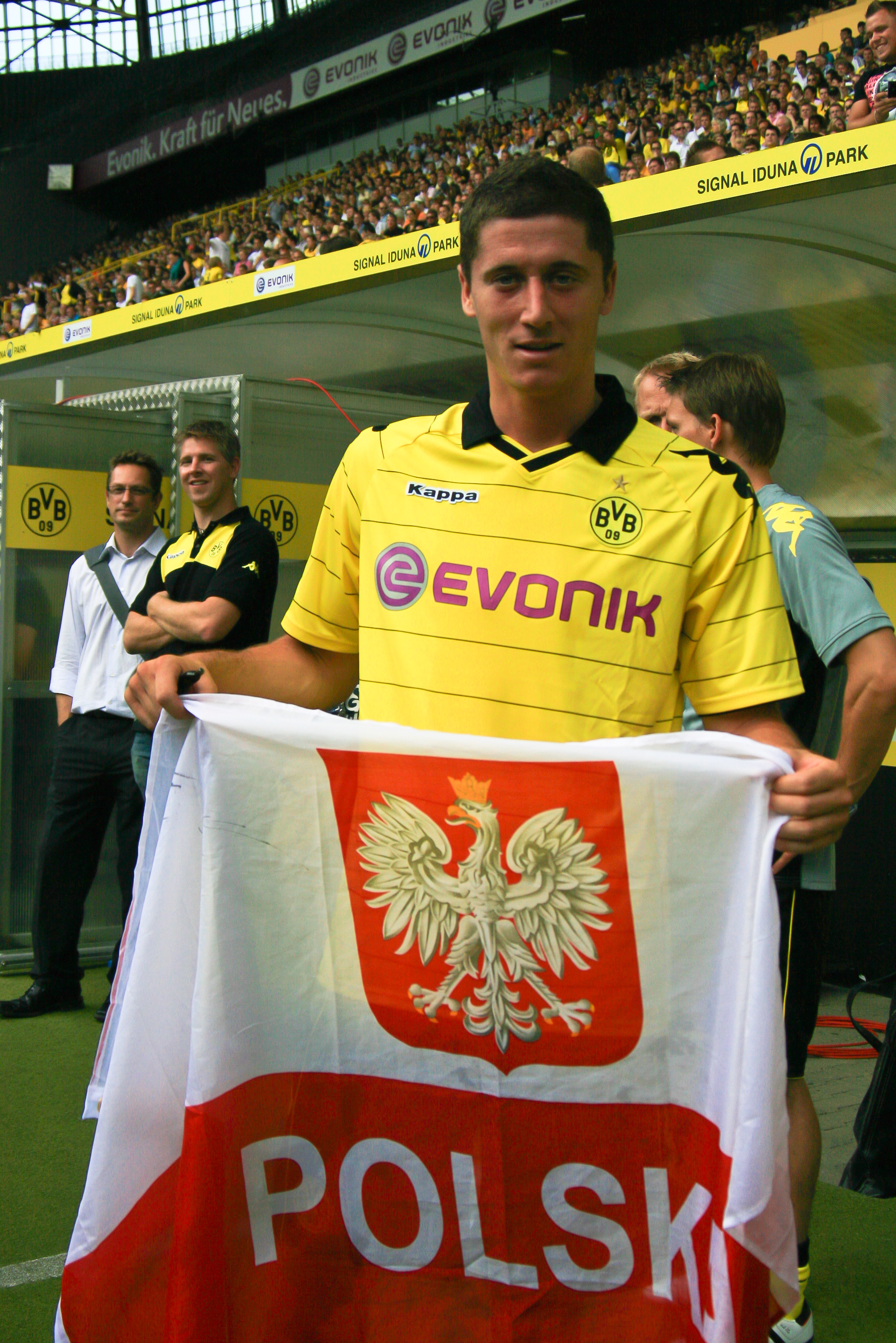
Robert Lewandowski (2010)

V létě 2010 přestoupil z polského Lechu Poznań do Borussie Dortmund za částku mírně přesahující 4,5 milionu eur a podepsal kontrakt do léta 2014. V sezóně 2010/11 získal s Borussií bundesligový titul, který následně se spoluhráči obhájil v sezóně 2011/12. V tomto ročníku navíc vyhrál i Pohár DFB (DFB-Pokal, pohár Německého fotbalového svazu), když ve finále vstřelil hattrick mnichovskému Bayernu a Borussia zvítězila 5:2. Se 7 vstřelenými brankami ze šesti zápasů se stal nejlepším střelcem poháru DFB.

#### Sezóna 2012/13
20. října 2012 v domácím utkání s FC Schalke 04 mírnil svým gólem prohru 1:2. 16. března vstřelil v Bundeslize během zápasu s SC Freiburg 4 góly a ještě přihrál na premiérový gól Leonardovi Bittencourtovi. Ve 27. bundesligovém kole 30. března 2013 vstřelil 3 góly při výhře 3:1 nad domácím Stuttgartem. Ve 28. kole německé Bundesligy 2012/13 6. dubna 2013 se jedním gólem podílel na výhře Borussie 4:2 nad Augsburgem, nicméně v tabulce druhý Dortmund v tomto kole ztratil naději na obhajobu titulu, ten získal šest kol před koncem suverénní FC Bayern Mnichov. Ve 30. bundesligovém kole 20. dubna 2013 vsítil jednu branku a pomohl k vítězství 2:0 nad 1. FSV Mainz 05.
V základní skupině D Lize mistrů 2012/13 („skupina smrti“ – nejtěžší skupina tohoto ročníku LM) přispěl gólem k výhře 1:0 18. září 2012 nad Ajaxem. 24. října přispěl jednou brankou k vítězství 2:1 nad Realem Madrid a další dva góly přidal 21. listopadu opět proti Ajaxu. V prvním utkání osmifinále 13. února 2013 proti Šachtaru Doněck se gólem podílel na remíze 2:2. a jeden gól přidal v infarktovém odvetném zápase 9. dubna proti španělské Málaze, kde Dortmund otočil zápas dvěma brankami v nastaveném čase. V prvním zápase Borussie v semifinále 24. dubna 2013 proti Realu Madrid vstřelil 4 góly, první gól v osmé minutě po centru Maria Götzeho z levé strany hřiště. Při druhém si stopl střelu Marca Reuse a pohotově ji napálil šajtlí do sítě. Při třetím oklamal madridského obránce Pepeho, obtočil se kolem něj a nekompromisně zavěsil pod břevno. Čtvrtý gól přidal z pokutového kopu. Tímto navýšil své střelecké konto v tomto ročníku LM na 19 vstřelených gólů  . Borussia zvítězila 4:1 a vytvořila si dobrou pozici do odvety. V ní se polský útočník neprosadil i kvůli těsnému bránění Sergia Ramose, Dortmund 30. dubna prohrál 0:2, což ale stačilo na postup do finále proti Bayernu Mnichov. V něm se 25. května 2013 ve Wembley opět gólově neprosadil a Borussia nejprestižnější evropský pohár nezískala, podlehla Bayernu 1:2.
Ještě před finále Ligy mistrů se oba soupeři (Dortmund s Bayernem) utkali v domácí lize 4. května 2013, utkání skončilo remízou 1:1 a Lewandowski měl příležitost vstřelit gól z pokutového kopu a zajistit tak Borussii vítězství, kop neproměnil. V posledním kole Bundesligy 17. května 2013 vstřelil gól proti Hoffenheimu, ale Dortmund utkání prohrál 1:2. Byl to jeho 27. ligový gól sezóny, kterým se Lewandowski dotáhl na vedoucího Stefana Kießlinga z Bayeru Leverkusen, ale Kießling skóroval v závěru utkání Hamburk–Leverkusen (0:1) a stal se králem střelců německé Bundesligy 2012/13.

#### Sezóna 2013/14
27. července 2013 na začátku sezóny 2013/14 nastoupil v utkání DFL-Supercupu (německý fotbalový Superpohár) proti Bayernu Mnichov na domácím stadionu Signal Iduna Park, Borussia vyhrála 4:2 a získala tak trofej. Lewandowski toužil odejít právě do Bayernu, který o něj také jevil zájem, ještě před koncem smlouvy (končí mu na konci sezóny 2013/14), proto odmítal podepsat s Dortmundem smlouvu novou. V 1. ligovém kole 10. srpna na hřišti Augsburgu vstřelil jeden gól a přispěl tak k vítězství 4:0 pro Borussii Dortmund. 14. září 2013 vstřelil dva góly proti Hamburku, Dortmund rozdrtil soupeře 6:2. 1. listopadu 2013 vstřelil hattrick v bundesligovém zápase proti VfB Stuttgart (konečné skóre 6:1). 8. února 2014 vstřelil dva góly v utkání proti Werderu Brémy, Dortmund zvítězil 5:1. S 20 góly se stal Robert nejlepším střelcem Bundesligy ročníku 2013/14.
S Borussií postoupil ze základní skupiny F do vyřazovacích bojů Ligy mistrů 2013/14, německý tým v ní obsadil se ziskem 12 bodů první místo. V posledním utkání skupiny 11. prosince 2013 vstřelil jednu branku proti týmu Olympique Marseille, Dortmund vyhrál 2:1 a postup si zajistil až tímto vítězstvím.

### FC Bayern Mnichov

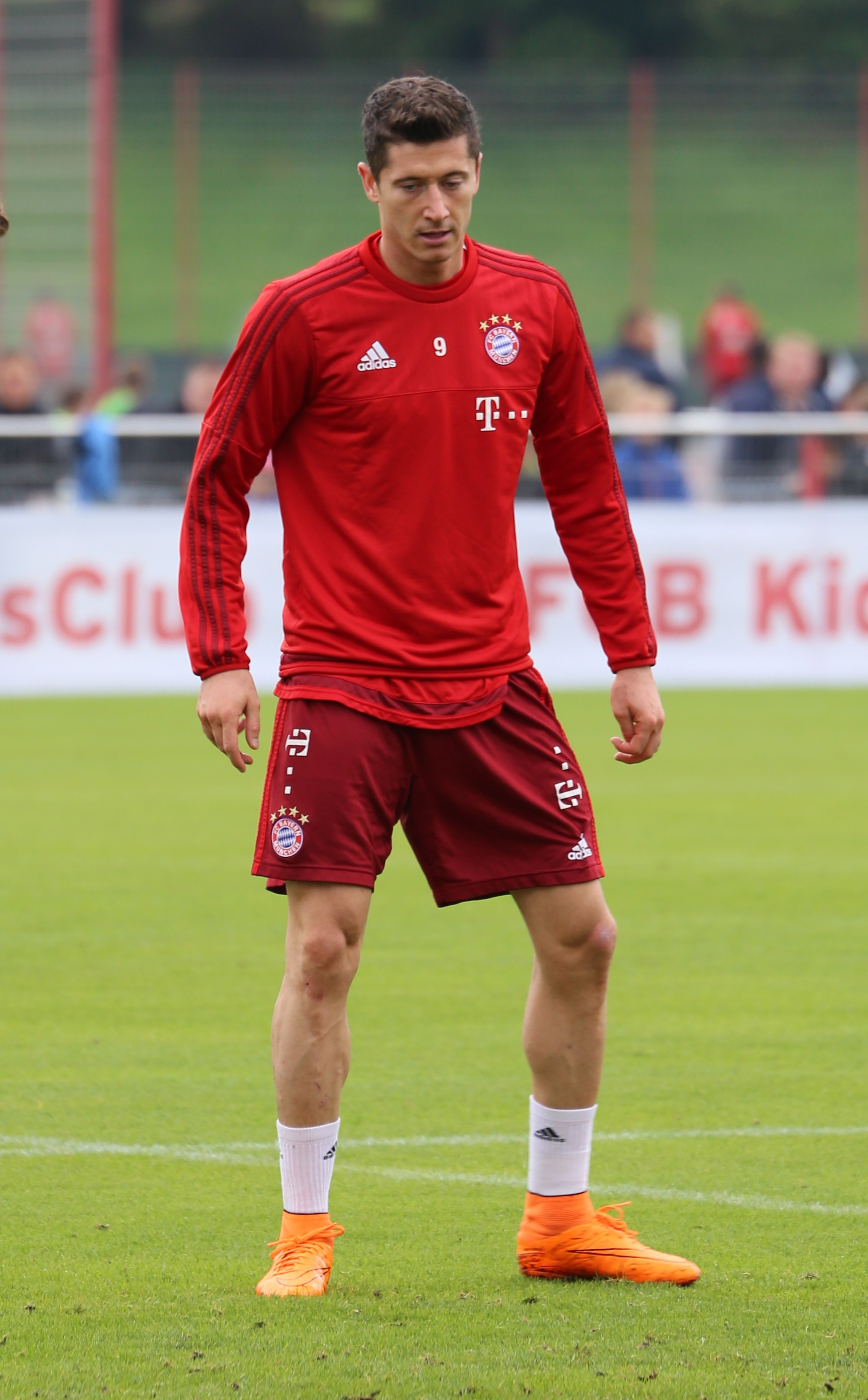
Robert Lewandowski (2015)

Když jej Borussia odmítla prodat během letního přestupového období roku 2013, musel polský útočník zůstat a dodržet poslední rok (ročník) smlouvy. V listopadu 2013 vyšlo najevo, že se předběžně dohodl s rivalem Borussie, Bayernem Mnichov, vzdor zájmu velkoklubů po celé Evropě. V lednu 2014 podepsal pětiletou smlouvu a po sezóně 2013/14 Borussii opustil. Bavorský klub jej oficiálně představil 9. července 2014.

#### Sezóna 2014/15
Poprvé si za Bayern zahrál 21. července v benefičním zápase proti MSV Duisburg a vstřelil gól při remíze 1:1. Dne 6. srpna se zúčastnil Major League Soccer All-Star Game a otevřel skóre, Bayern však výběru hvězd severoamerické soutěže podlehl 1:2. V Dortmundu nastoupil 13. července ke svému prvnímu soutěžnímu zápasu, ovšem německý superpohár získala jeho bývalá Borussia. V Bundeslize debutoval proti Wolfsburgu 22. srpna a v 47. minutě přihrál na gól, díky němuž Bayern zvítězil 2:1. Podle trenéra mnichovského celku Pepa Guardioly dokonale zapadl do týmu.
21. října 2014 vstřelil v základní skupině E Ligy mistrů UEFA 2014/15 gól italskému klubu AS Řím na 3:0, Bayern vyhrál v Itálii vysoko 7:1.
1. listopadu 2014 v klání proti svému bývalému klubu Borussii Dortmund dal vyrovnávací branku na 1:1 (72. minuta), Bayern poté vyhrál 2:1 zásluhou Arjena Robbena z penalty.
26. listopadu 2014 v zápase základní skupiny E Ligy mistrů UEFA 2014/15 dal gól hlavou na 2:1 proti Manchesteru City. Bayern ale podlehl 2:3, Sergio Agüero rozhodl utkání hattrickem. Často se hovořilo o jeho roli v Bayernu, sám se nechal slyšet se svojí nespokojeností, že nedává tolik gólů, jako v minulých sezónách. Trenér Guardiola mu ale plně důvěřoval. V sezóně 2014/15 byl jeden z nejvytíženějších hráčů, vedle Manuela Neuera a Juana Bernata. Zastával jako obvykle pozici hrotového útočníka. V lednu 2015 o něj projevily zájem zahraniční kluby, např. PSG. Trenér mnichovského celku Guardiola ale všechny nabídky odmítl.[zdroj?]
4. dubna 2015 v derby proti Borussii Dortmund dorazil do brány vítězný gól zápasu, zápas skončil 1:0, 11. dubna 2015 ve 28. kole Bundesligy proti Eintrachtu Frankfurt vsítil 2 góly, konečné skóre bylo 3:0 a sklidil velkou chválu. V 29. kole Bundesligy bylo jasno, FC Bayern Mnichov zvítězil i v tomto ročníku a Robert Lewandowski mohl už potřetí slavit prestižní titul vládce Německa.

#### Sezóna 2015/16
V zápase o německý superpohár s Wolfsburgem 1. srpna 2015 se střelecky neprosadil, mnichovský klub v konečném penaltovém rozstřelu svému soupeři podlehl. Osm dní nato vpravil gól do sítě Nöttingenu z nižší ligy, což tým po výhře 3:1 venku posunulo z prvního do druhého kola národního poháru. Úvodní ligové kolo nové sezóny v domácím prostředí proti Hamburku 14. srpna dopadlo výhrou 5:0. Lewandowski byl autorem druhého gólu.
V 6. kole německé Bundesligy 22. září vstřelil jako střídající hráč 5 gólů během pouhých 9 minut (do sítě VfL Wolfsburg), postaral se tak o obrat na konečných 5:1 a také o několik rekordních zápisů. S časem 3 minuty a 22 sekund překonal mj. nejrychlejší hattrick Bundesligy, který držel předtím Michael Tönnies (6 minut). V 7. kole Bundesligy dotáhl polský útočník Bayern k sedmé ligové výhře v řadě, tentokrát 26. září výsledkem 3:0 na hřišti Mohuče. První ze dvou jím vstřelených gólů byl jeho 100. gólem v Bundeslize a dokázal to ve svém 168. zápase, rychleji než kdokoliv jiný ze zahraničních hráčů v ligové historii. Mimo to v minulosti vstřelil 10 gólů v prvních sedmi zápasech jen legendární útočník Gerd Müller. O tři dny později pomohl svým hattrickem vyhrát 3:0 skupinový zápas proti Dinamu Záhřeb v Lize mistrů.
Dne 4. října potvrdil střeleckou formu, když vpravil dva góly do sítě Borussie Dortmund, která tímto utrpěla debakl 1:5. V témže měsíci Bayern stanovil rekord německé ligy, když jako první klub zvítězil v úvodních deseti kolech. Stalo se tak dne 24. října při výhře 4:0 nad Kolínem, přičemž Lewandowski vstřelil třetí z gólů.
Na začátku nového kalendářního roku se umístil čtvrtý ve spojené anketě Zlatý míč FIFA, udělované za výkony v roce předešlém. Při další výhře nad Kolínem, tentokrát 19. března 2016, vstřelil jediný gól tohoto střetnutí a 25. ligovým gólem vylepšil své dosavadní maximum. Semifinálové vyřazení v Lize mistrů ze strany Atlético Madrid následovala 7. května opětovná obhajoba titulu v německé lize po venkovní výhře 2:1 nad Ingolstadtem. Oba góly obstaral Lewandowski, ten první z penalty. Proti Hannoveru 14. května se gólem podílel na závěrečné ligové výhře 3:1, při které dosáhl na metu 30 ligových gólů v Bundeslize jako první zahraniční fotbalista. Bundesliga tímto oplývala třicetigólovým střelcem prvně od Dietera Müllera, jemuž se to podařilo v sezóně 1977/78. Polský útočník tak s náskokem pěti gólů na Pierre-Emericka Aubameyanga znovu získal korunu pro krále střelců.

#### Sezóna 2016/17

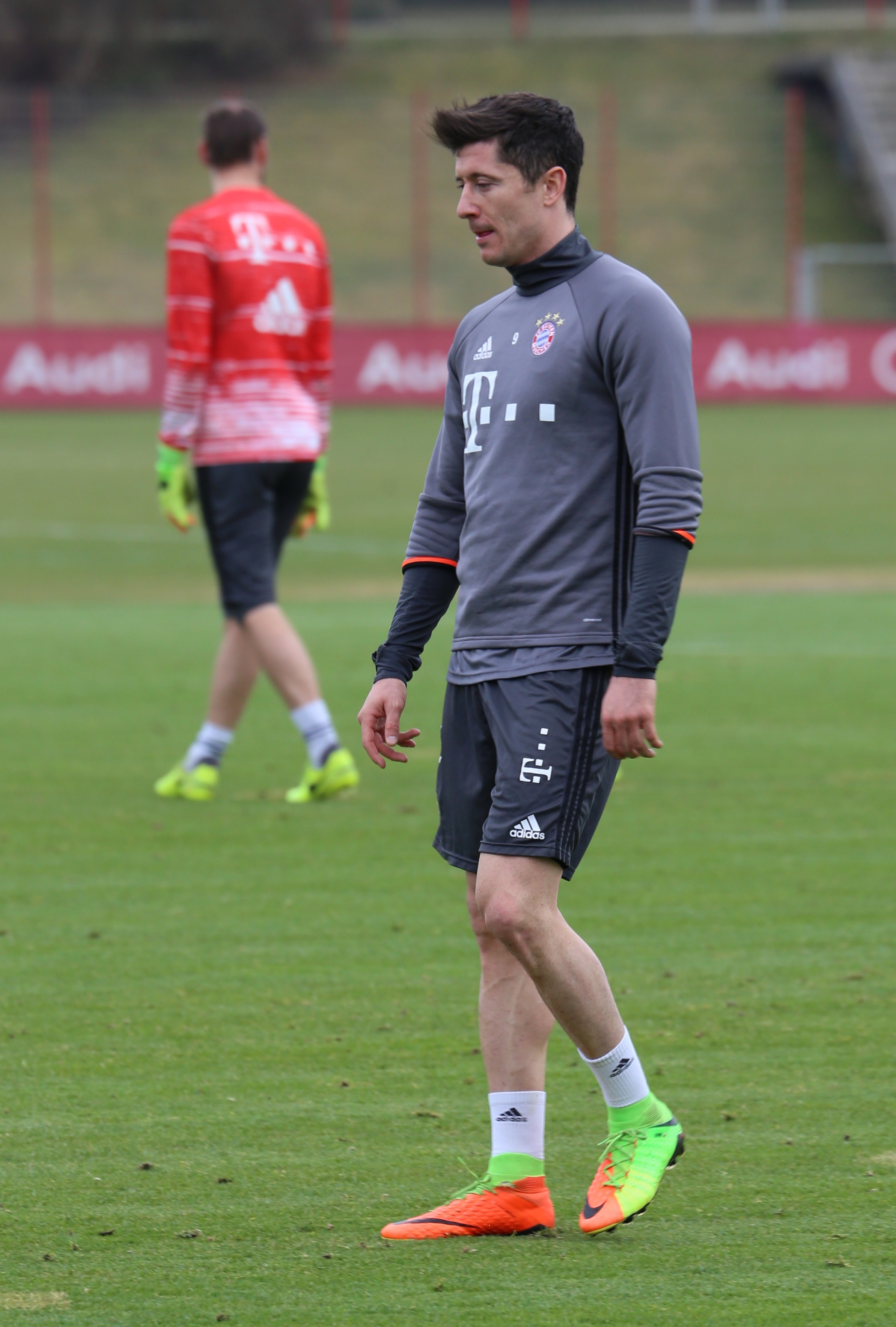
Robert Lewandowski během tréninku Bayernu v březnu 2017

Lewandowski odehrál úvodní soutěžní utkání sezóny, tedy domácí superpohár DFL-Supercup 14. srpna 2016 proti Borussii Dortmund. Bayern Mnichov získal první trofej sezóny po výhře 2:0.
Nový trenér Carlo Ancelotti jej nasadil do úvodního utkání domácího poháru proti Carl Zeiss Jena, týmu ze čtvrté ligy.
Do poločasu dostal Bavory do vedení 3:0 právě polský útočník, jenž dal všechny tři góly. Bayern venku vyhrál 5:0, Lewandowski ještě nahrál na gól Arturu Vidalovi.
Na konci srpna zahájil ligový běh třemi góly Brémám, které dostaly od Bayernu gólů šest.
V polovině prosince v klubu prodloužil a Bayernu Mnichov se upsal do roku 2021.
Lewandowski vstřelil 100. gól ve dresu Bayernu 11. března v zápase proti Eintrachtu Frankfurt a jeho dva góly přispěly ke konečné výhře 3:0.
Začátkem června 2017 byl fotbalisty Bundesligy zvolen nejlepším hráčem v soutěži.

#### Sezóna 2017/18
Srpnovým vítězstvím v Německém superpoháru zahájil Lewandowski sezónu 2017/18. Nejprve srovnal na 1:1 a v konečném penaltovém rozstřelu se nemýlil. Bayern Mnichov porazil Borussii Dortmund na penalty 5:4.
Na konci srpna (2. kolo) dal dva góly Werderu Brémy a zařídil druhou ligovou výhru Bayernu po výsledku 2:0.
V prosinci (16. kolo) skóroval proti Kolínu a sám zařídil venkovní výhru 1:0. Vstřelením 166. gólu v Bundeslize vstoupil do elitní desítky nejlepších střelců ligové historie a srovnal počin kolínské legendy Hannese Löhra.
Gólem proti Schalke dne 10. února 2018 (22. kolo) podpořil výhru 2:1, navíc vyrovnal rekord svého trenéra Juppa Heynckese, který mužstvo dočasně převzal. Podobně jako tehdy Heynckes v sezóně 1972/73 i Lewandowski dal gól v 11 domácích zápasech v řadě v jedné sezóně.
Bundesligové střetnutí s Herthou Berlín na konci února (24. kolo) bylo jeho 250. zápasem v německé nejvyšší soutěži.
Hattrick do sítě Hamburku 10. března (26. kolo) jej učinil nejlépe skórujícím cizincem v barvách mnichovského celku, překonal brazilského útočníka Giovaneho Élbera.
Bayern vyhrál 6:0 a Lewandowski se připravil o možnost dát góly čtyři, když neproměnil penaltu.
Lewandowski odehrál finálové utkání v německém poháru 19. května proti Eintrachtu Frankfurt a dal jeden gól. Bayern Mnichov byl ale připraven o domácí double, když se soupeřem prohrál 1:3.

#### Sezóna 2018/19

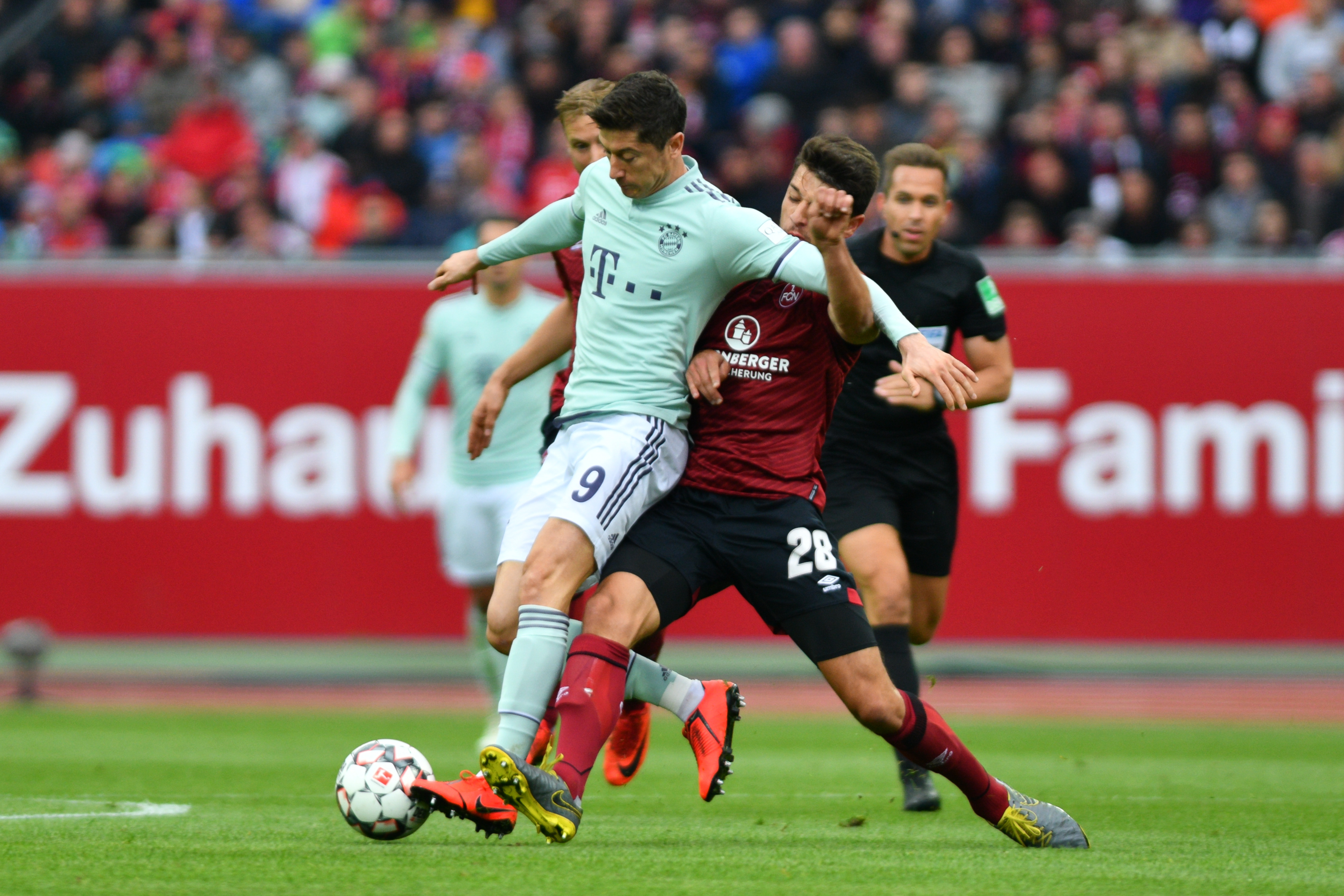
Robert Lewandowski v zápase německé ligy proti Norimberku v dubnu 2019

Lewandowski zahájil sezónu hattrickem do sítě Eintrachtu Frankfurt při výhře 5:0 v německém superpoháru.
Na konci listopadu proti Benfice Lisabon dvěma góly podepřel vítězství 5:1 a dosáhl mety 50 gólů v rámci Ligy mistrů UEFA jako v pořadí sedmý fotbalista. Této mety dosáhl ve svém 77. utkání, méně utkání na to potřebovala jen dvojice útočníků Lionel Messi a Ruud van Nistelrooy.
Na začátku dubna dvěma góly sestřelil svůj bývalý klub Borussii Dortmund, která Bayernu na jeho půdě podlehla výsledkem 0:5 a na jeho úkor přišla o první místo.
Lewandowski nakonec s Bayernem získal další mistrovský titul a počtvrté se stal nejlepším střelcem německé ligové soutěže, tentokrát s 22 góly.

#### Sezóna 2019/20
Nová ligová sezóna 2019/20 pro bavorský tým započala střetnutím s berlínskou Herthou 16. srpna 2019, které dopadlo nerozhodně 2:2. Polský útočník vstřelil oba góly Bayernu Mnichov a pátým rokem v řadě se trefil v úvodním kole Bundesligy, čímž překonal rekord. Jeho hattrick do sítě Schalke ve druhém kole o osm dní později přisoudil svěřencům Nika Kovače první tříbodový zisk. Na konci listopadu 2019 dopravil balón do sítě CZ Bělehrad (utkání Ligy mistrů) celkem čtyřikrát, navíc v rozmezí 14 minut a stanovil tak nový rekord.
Na hřišti Bayeru Leverkusen 6. června 2020 vstřelil svůj 30. gól v ligové sezóně, Bayern Mnichov vyhrál 4:2 a upevnil první místo v tabulce před pronásledovateli.
Stal se jediným skórujícím v utkání na půdě Werderu Brémy 16. června 2020, ve kterém Bayernu zajistil osmý mistrovský titul za sebou.
Čtyři dny nato vstřelil dva góly proti Freiburgu (Bayern vyhrál 3:1) a stal se se 33 góly nejlepším střelcem historie Bundesligy nepocházejícím z Německa, čímž překonal Pierra-Emericka Aubameyanga. Po utkání činila jeho bilance 48 gólů/41 utkání.
Začátkem července nastoupil do finále německého poháru proti Leverkusenu a dvěma góly pomohl k výhře 4:2 a zisku další trofeje, čímž Bayern získal double. První gól vsítil střelou z přibližně 30 metrů, jeho druhý gól byl jeho 51. v sezóně za 44 zápasů. Zároveň se podílel na vítězství Bayernu nad PSG ve finále Ligy mistrů výsledkem 0:1, kde skóroval jen jeho spoluhráč Coman. V tomtéž ročníku byl součástí týmu, který ve čtvrtfinále Ligy mistrů překonal Barcelonu výsledkem 8:2. V semifinále proti Lyonu 19. srpna zvýšil v závěrečných minutách vedení na konečných 3:0 a zaznamenal gól v devátém zápase Ligy mistrů po sobě a 15. gól sezóny v souhrnu.

#### Sezóna 2020/21
Lewandowski si podržel střeleckou formu i pro sezónu následující a po 5. kole, kdy proti Frankfurtu vsítil hattrick, měl na kontě už 10 gólů.
V listopadu se postavil proti svému bývalému týmu, Borussii Dortmund, a 11. gólem pomohl vyhrát 3:2 nad rivalem. V tomto derby zvaném Der Klassiker se tak stal nejlepším střelcem v historii (24 gólů). Zároveň odehrál 300. soutěžní utkání za mnichovský klub.
V domácím prostředí proti Wolfsburgu 16. prosince vpravil do sítě soupeřova gólmana Koena Casteelse dva góly a rozhodl o výhře Bayernu 2:1, čímž mimo jiné utnul ligovou neporazitelnost Vlků v tomto ročníku.
Posléze byl vyhlášen nejlepším fotbalistou podle FIFA jako vůbec první fotbalista z Polska a porazil dvojici finalistů Cristiana Ronalda a Lionela Messiho. Poprvé od roku 2005 tak toto ocenění nezískal jeden z těchto dvou fotbalistů.
V závěrečném podzimním kole na půdě Bayeru Leverkusen vstřelil dva góly a zaručil výhru 2:1 nad do té doby v lize neporaženým týmem. Právě na úkor Leverkusenu se Bayern Mnichov chopil prvního místa.
Když skóroval v prvním duelu osmifinále Ligy mistrů proti Laziu Řím 23. února 2021, nejen že otevřel skóre při výhře 4:1 venku, ale též předstihl Raúla v počtu gólů v této soutěži se 72 góly. Vystřídal tak Španěla na třetím místě historické tabulky, před ním tak zůstali jen Cristiano Ronaldo a Lionel Messi.
Ačkoli 6. března Bayern Mnichov doma prohrával 0:2 ve šlágru 24. kola s Borussií Dortmund, zásluhou třígólového Lewandowského otočil vývoj zápase a vyhrál 4:2. Proti svému bývalému týmu zaznamenal 20 gólů za 14 zápasů, hattrick se mu zdařil potřetí v sezóně.
Gólem proti Werderu Brémy 13. března pomohl k výhře 3:1 a zároveň dorovnal v análech Bundesligy legendu Schalke Klause Fischera (268 gólů oba). Proti Stuttgartu další týden pomohl vyhrát 4:0 hattrickem, pomocí kterého Fischera definitivně překonal.
Poranění kolena 28. března v mezinárodním kvalifikačním zápase s Andorrou (výhra Polska 3:0) jej připravilo o čtvrtfinále Ligy mistrů proti Paris Saint-Germain, v němž Bayern do semifinále nepostoupil.
Do ligy se vrátil 20. dubna proti Mainzu (Mohuči) a střelecky se prosadil ve čtvrté minutě nastavení, jeho gól ovšem jen mírnil prohru s týmem bojujícím o záchranu na 1:2.
Další ligové kolo proti Borussii Mönchengladbach 8. května si Bavoři zajistili devátý mistrovský titul po sobě, k čemuž polský útočník přispěl dalším hattrickem při domácí výhře 6:0.
V následujících dvou závěrečných kolech dal gól Freiburgu i Augsburgu a s 41 góly překonal Gerda Müllera se 40 góly ze sezóny 1971/72 v počtu gólů za jednu sezónu v Bundeslize.
Poprvé mu tak byla udělena Zlatá kopačka pro nejlepšího střelce evropských ligových soutěží.

#### Sezóna 2021/22
Střeleckou formu si uchoval pro úvodní ligové kolo nové sezóny a ranou z voleje do sítě Borussie Mönchengladbach rozhodl 13. srpna o venkovní remíze 1:1. Prodloužil tudíž svou sérii ligových zápasů se vstřeleným gólem na 11 – a přiblížil se dalšímu rekordu Gerda Müllera (16 zápasů) – zároveň se jako první hráč posedmé v řadě gólově prosadil v úvodním kole Bundesligy. Dvěma góly v zápase o německý superpohár 17. srpna podepřel výhru 3:2 nad Borussií Dortmund, na třetí nahrál patičkou Thomasi Müllerovi. Novému trenérovi Julianu Nagelsmannovi tak nadělil první výhru. Mimo to se před zápasem držela minuta ticha právě za Gerda Müllera, který o několik dní dříve zemřel. Dne 28. srpna pomohl hattrickem vyhrát na Herthou Berlín a překonal další Müllerův rekord 15 gólových soutěžních zápasů svým 16. soutěžním zápasem s alespoň jedním vstřeleným gólem. Druhým gólem navíc dosáhl na 300 gólů za Bayern napříč soutěžemi a zdařilo se mu to za 333 zápasů.
Dne 18. září překonal další rekord, když před domácím publikem skóroval proti Bochumi ve 13 sousledném zápase německé Bundesligy. Předchozími držiteli tohoto rekordu byla se 12 zápasy dvojice Gerd Müller (říjen 1969 až duben 1970) a Jupp Heynckes (červen 1972 až únor 1973). Ve skupinovém klání Ligy mistrů 23. listopadu se trefil do sítě Dynama Kyjev při venkovní výhře 2:1 ve svém devátém zápase v řadě, což se mu povedlo již podruhé v kariéře. Jeho povedený gól „nůžkami“ zaujal mimo jiné tím, že měl v tu chvíli Polák rozvázané tkaničky. Na konci listopadu patřil k favoritům na zisk Zlatého míče, francouzský magazín France Football nakonec ocenil Lionela Messiho (613 bodů), zatímco Lewandowski se umístil druhý (580 bodů). Sám Argentinec vyzdvihl polského útočníka slovy: „Každý ví a všichni se shodneme na tom, že loni jsi měl vyhrát. Doufám, že ti dají Zlatý míč 2020“. Polský útočník si alespoň odnesl ocenění pro nejlepšího útočníka.
Na úkor Lionela Messiho a Mohameda Salaha obdržel 17. ledna 2022 cenu Nejlepší fotbalista FIFA, a to podruhé za sebou. O dva dny dříve vstřelil hattrick v zápase Bayernu s 1. FC Köln, který skončil výhrou 4:0. Nově pokořenou metou byla meta 300 gólů v Bundeslize. Dne 12. února se v lize znovu prosadil, dva góly do sítě Bochumi ale neodvrátily porážku 2:4. Následující týden jeho dva góly pomohly porazit Fürth 4:1.
Nejlepším střelcem německé ligy se stal v řadě popáté a posedmé celkově. Dorovnal tak Gerda Müllera s rovněž sedmi prvenstvími, který se ovšem ve třech případech o prvenství podělil a na rozdíl od Lewandowského neměl sérii pěti po sobě jdoucích prvenství. Polský útočník v součtu vstřelil 35 gólů, jeho nejbližšími pronásledovateli byli Patrik Schick (24 gólů) a Erling Haaland (22 gólů).

### FC Barcelona
Lewandowski se stal 19. července 2022 hráčem Barcelony, když v Katalánsku podepsal smlouvu na čtyři sezony. Avizovaná přestupní suma byla ve výši 50 milionů eur (asi 1,22 miliardy korun), Katalánci oficiálně upřesnili, že Bayern k pevné částce 45 milionů eur obdrží také bonusy ve výši 5 milionů. Výstupní klauzule pro případné zájemce o Lewandowského služby činila 500 milionů eur. Soutěžním debutem se mu stalo ligové utkání hrané 13. srpna proti Rayu Vallecano před skoro vyprodaným domácím stadionem Camp Nou. Obrana soupeře jej však uhlídala a střetnutí dopadlo bezgólovou remízou. Dne 21. srpna oslavil 34. narozeniny vítězstvím 4:1 nad Realem Sociedad. Poprvé se gólově prosadil a stihl to ještě před uplynutím první minuty klání, později přidal ještě druhý gól. Po dvou gólech přidal i v následujícím třetím kole proti Realu Valladolid. To se dne 28. srpna udála domácí výhra 4:0.
Proti Viktorii Plzeň 7. září vstřelil při domácí výhře v Lize mistrů 5:1 tři góly a stal se vůbec prvním hráčem soutěže, který zaznamenal hattrick v prvním utkání za tři různé kluby, když navázal na svůj počin z Německa.
Proti Interu Milán vstřelil dne 12. října druhý a třetí gól katalánského týmu při domácí remíze 3:3 v Lize mistrů. Po prohře v El Clásicu proti Realu Madrid vrátil dne 20. října Barcelonu na vítěznou vlnu dvěma góly do sítě Villarrealu při domácí výhře 3:0. První z těchto gólů byl pro Poláka 600. gólem v kariéře, čehož v novém tisíciletí dosáhli jen Lionel Messi a Cristiano Ronaldo. Barcelona vyhrála pět ze šesti říjnových ligových klání, tomu nápomocný Lewandowski za to obdržel ocenění pro nejlepšího hráče měsíce. V listopadu a v prosinci se zúčastnil Mistrovství světa v Kataru.
První trofeje se dočkal 15. ledna 2023 v superpohárovém finále o Supercopu de España, ve kterém Barcelona porazila výsledkem 3:1 Real Madrid. Polský forvard nahrával na úvodní Pedriho gól, ten posléze asistoval Lewandowskému při druhém gólu. Ve 34. kole se dvěma góly prosadil při výhře 4:2 proti městskému rivalovi Espanyolu, která Barceloně 14. května zajistila mistrovský titul. Individuálním úspěchem mu byla trofej Pichichi udělovaná nejlepšímu střelci La Ligy. Polský útočník ji získal za 23 ligových gólů.

## Reprezentační kariéra

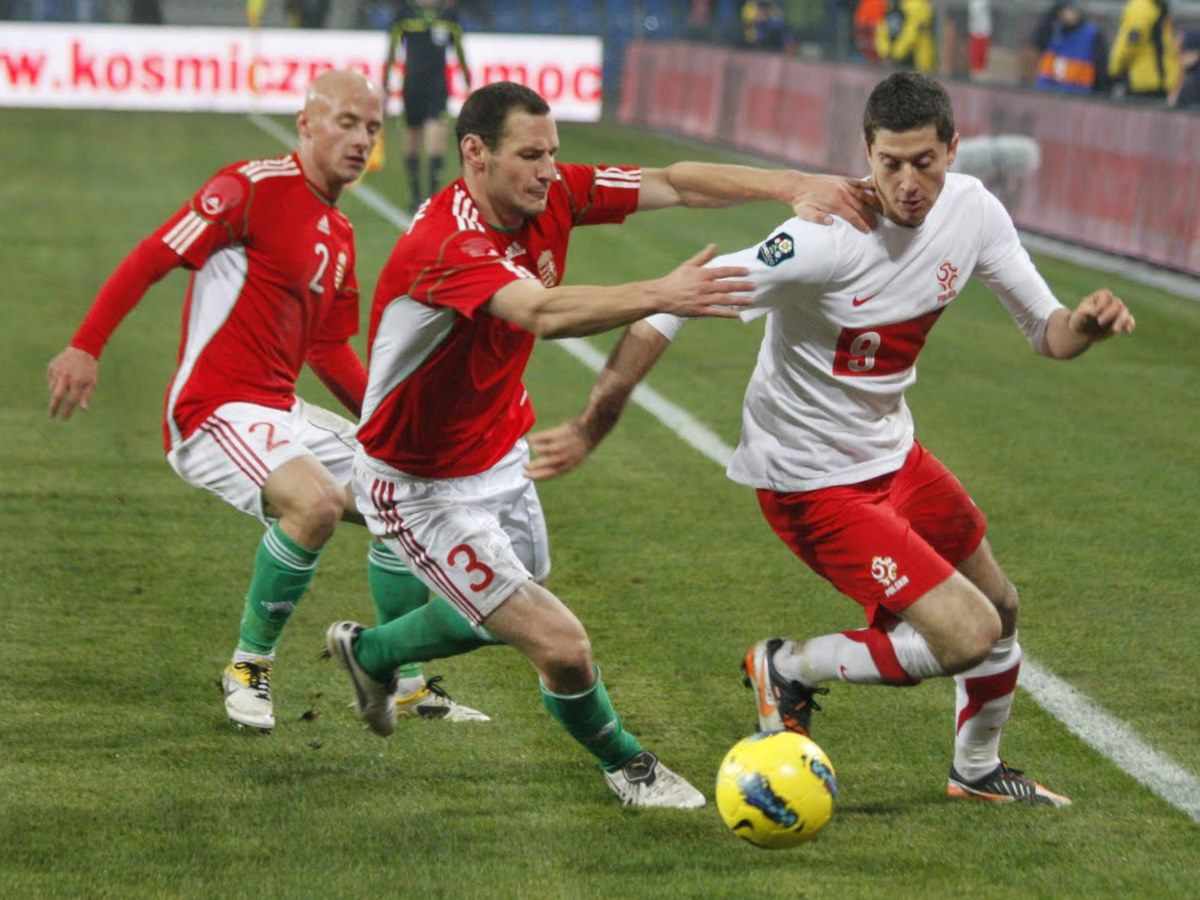
Robert Lewandowski (vpravo) v dresu polské reprezentace.

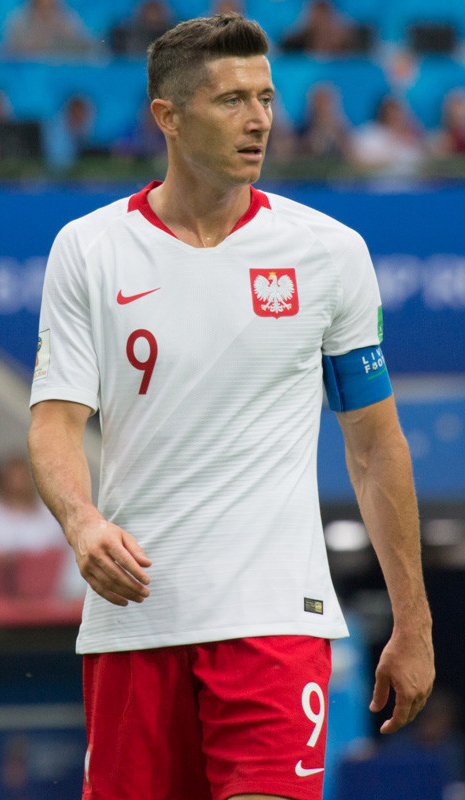
Robert Lewandowski v reprezentačním dresu Polska v červnu 2018

Lewandowski absolvoval v roce 2008 tři přátelské utkání v polském reprezentačním výběru do 21 let. Bylo to proti Anglii, Bělorusku a Finsku.
10. září 2008 ve věku 20 let debutoval v A-mužstvu Polska v zápase s domácím San Marinem. V 58. minutě nastoupil na hřiště a za osm minut vstřelil gól, Poláci zvítězili v kvalifikačním střetnutí 2:0. V prvním kvalifikačním zápase na EURO 2016 7. září 2014 vstřelil v portugalském Faru čtyři góly Gibraltaru, který prohrál vysoko 0:7.
Ve sledovaném zápasu 11. října 2014 proti Německu v kvalifikaci na EURO 2016 byl u historicky první výhry Polska nad Německem 2:0. S polským týmem slavil postup na EURO 2016 ve Francii a zároveň se stal se 13 góly v 10 zápasech nejlepším střelcem kvalifikace.
Začátkem června 2025 Lewandovski oznámil, že jsi dává reprezentační pauzu, dokud stále bude trenérem Michał Probierz. Lewandovski uvedl, že se od Probierze cítí nerespektován.

### EURO 2012
Zúčastnil se Mistrovství Evropy 2012, kde mělo Polsko jako pořadatelská země (společně s Ukrajinou) jistou účast. V zahajovacím utkání celého šampionátu 8. června se střetlo Polsko s Řeckem a Robert vstřelil v 17. minutě hlavou první gól turnaje. Na tři body to nestačilo, oba soupeři si připsali po bodu za remízu 1:1. 12. června se opět zrodila remíza 1:1 polského národního mužstva s Ruskem a Lewandowski dostal v zápase žlutou kartu. V přímém souboji o čtvrtfinále s Českou republikou 16. června pohřbil polské naděje na historicky první postup ze základní skupiny jediným gólem utkání Petr Jiráček. Polsko obsadilo se ziskem 2 bodů poslední čtvrté místo základní skupiny A.

### EURO 2016
Trenér Adam Nawałka jej zařadil do závěrečné 23členné nominace na EURO 2016 ve Francii.

### MS 2018
Trenér Adam Nawałka nominoval Lewandowského na Mistrovství světa 2018 pořádané Ruskem, kde měl být Lewandowski klíčovým hráčem Polska a jeho kapitánem.
Úvodní utkání skupiny „A“ ale polský výběr prohrál 1:2 se Senegalem. Lewandowského největší šance byla z přímého kopu, obrana soupeře mu ale nedovolovala dát gól.
Po druhém utkání proti Kolumbii bylo Polsko po prohře 0:3 jistě vyřazeno.
Gól nevstřelil ani ve třetím utkání proti Japonsku, Polsko přesto zvítězilo 1:0 zásluhou gólu obránce Jan Bednareka.

### EURO 2020
Na Mistrovství Evropy 2020 odloženém o rok kvůli pandemii covidu-19 měl být Lewandowski opět hvězdou polského výběru, na něhož tým Paula Sousy spoléhal.
Úvodní skupinový zápas proti Slovensku se Polsku ani Lewandowskému nezdařil, polský výběr prohrál 1:2 i kvůli tomu, že se Lewandowski nedostal prostor.
Proti Španělsku ve druhém zápase uhrálo Polsko remízu 1:1 a byl to Lewandowski, kdo hlavou vyrovnal. Jako první Polák skóroval na třech evropských šampionátech a právě tento gól udržel naději na postup do osmifinále. Poslední příčce navzdory jeho dvěma gólům do sítě reprezentace Švédska nezabránil, Polsko 23. června se skandinávským soupeřem 2:3 prohrálo.

### MS 2022
Hlavní hvězdou národního mužstva byl i na Mistrovství světa pořádané roku 2022 Katarem. Během úvodního skupinového utkání s Mexikem 22. listopadu se příliš nedostal do hry. Po faulu na něj byla ve druhém poločase odpískána penalta, tu však vychytal Guillermo Ochoa a i proto se zrodila remíza 0:0. Ve druhém utkání dne 26. listopadu asistoval prvnímu gólu Piotra Zielińského a ve druhém poločase zvyšoval vedení na konečných 2:0 pro Polsko. Vstřelení prvního gólu na mistrovství světa bylo pro Lewandowského velmi emotivní a za svůj výkon si odnesl cenu FIFA pro nejlepšího hráče utkání. Prohra proti Argentině o čtyři dny později Polsku postup neodebrala a tým postoupil do osmifinále, ve kterém se střetl s obhajující Francií. Polsko 4. prosince prohrálo 1:3, přičemž Lewandowski skóroval z penalty až v deváté minutě nastaveného času.

## Kariérní statistiky

### Klub
Aktuální k datu: 6. červen 2020
| Klub              | Sezóna          | Liga            | Liga | Liga | Pohár | Pohár | Evropa | Evropa | Jiné | Jiné | Celkově | Celkově |
| Klub              | Sezóna          | Liga            | Záp. | Góly | Záp.  | Góly  | Záp.   | Góly   | Záp. | Góly | Záp.    | Góly    |
| ----------------- | --------------- | --------------- | ---- | ---- | ----- | ----- | ------ | ------ | ---- | ---- | ------- | ------- |
| Znicz Pruszków    | 2006/07         | II Liga         | 27   | 15   | 2     | 1     | –      | –      | –    | –    | 29      | 16      |
| Znicz Pruszków    | 2007/08         | I Liga          | 32   | 21   | 2     | 0     | –      | –      | –    | –    | 34      | 21      |
| Znicz Pruszków    | Celkově         | Celkově         | 59   | 36   | 4     | 1     | –      | –      | –    | –    | 63      | 37      |
| Lech Poznań       | 2008/09         | Ekstraklasa     | 30   | 14   | 6     | 2     | 12     | 4      | –    | –    | 48      | 20      |
| Lech Poznań       | 2009/10         | Ekstraklasa     | 28   | 18   | 1     | 0     | 4      | 2      | 1    | 1    | 34      | 21      |
| Lech Poznań       | Celkově         | Celkově         | 58   | 32   | 7     | 2     | 16     | 6      | 1    | 1    | 82      | 41      |
| Borussia Dortmund | 2010/11         | Bundesliga      | 33   | 8    | 2     | 0     | 8      | 1      | –    | –    | 43      | 9       |
| Borussia Dortmund | 2011/12         | Bundesliga      | 34   | 22   | 6     | 7     | 6      | 1      | 1    | 0    | 47      | 30      |
| Borussia Dortmund | 2012/13         | Bundesliga      | 31   | 24   | 4     | 1     | 13     | 10     | 1    | 1    | 49      | 36      |
| Borussia Dortmund | 2013/14         | Bundesliga      | 33   | 20   | 4     | 2     | 8      | 6      | 1    | 0    | 46      | 28      |
| Borussia Dortmund | Celkově         | Celkově         | 131  | 74   | 16    | 10    | 35     | 18     | 3    | 1    | 185     | 103     |
| Bayern Mnichov    | 2014/15         | Bundesliga      | 31   | 17   | 5     | 2     | 12     | 6      | 1    | 0    | 49      | 25      |
| Bayern Mnichov    | 2015/16         | Bundesliga      | 32   | 30   | 6     | 3     | 12     | 9      | 1    | 0    | 51      | 42      |
| Bayern Mnichov    | 2016/17         | Bundesliga      | 33   | 30   | 4     | 5     | 9      | 8      | 1    | 0    | 47      | 43      |
| Bayern Mnichov    | 2017/18         | Bundesliga      | 30   | 29   | 6     | 6     | 11     | 5      | 1    | 1    | 48      | 41      |
| Bayern Mnichov    | 2018/19         | Bundesliga      | 33   | 22   | 5     | 7     | 8      | 8      | 1    | 3    | 47      | 40      |
| Bayern Mnichov    | 2019/20         | Bundesliga      | 28   | 30   | 3     | 3     | 6      | 11     | 1    | 0    | 38      | 44      |
| Bayern Mnichov    | Celkově         | Celkově         | –    | –    | –     | –     | –      | –      | –    | –    | –       | –       |
| Kariéra celkově   | Kariéra celkově | Kariéra celkově | –    | –    | –     | –     | –      | –      | –    | –    | –       | –       |

## Úspěchy
Zdroj:

### Klubové
Lech Poznań
- vítěz Ekstraklasy – 2009/10
- vítěz polského národního poháru – 2008/09
- vítěz polského superpoháru – 2009

Borussia Dortmund
- vítěz Bundesligy (2×) – 2010/11, 2011/12
- vítěz Poháru DFB (1×) – 2011/12
- vítěz Superpoháru DFL (1×) – 2013

Bayern Mnichov
- vítěz Bundesligy (8×) – 2014/15, 2015/16, 2016/17, 2017/18, 2018/19, 2019/20, 2020/21, 2021/22
- vítěz Poháru DFB (3×) – 2015/16, 2018/19, 2019/20
- vítěz Superpoháru DFL (5×) – 2016, 2017, 2018, 2020, 2021
- vítěz Ligy mistrů UEFA (1×) – 2019/20
- vítěz Superpoháru UEFA (1×) – 2020
- vítěz Mistrovství světa klubů FIFA (1×) – 2020

FC Barcelona
- vítěz La Ligy (2×) – 2022/23, 2024/25
- vítěz Supercopa de España (2×) –  2022/23, 2024/25

### Individuální
- Nejlepší fotbalista FIFA – 2020,[11] 2021[14]
- druhé místo v hlasování o Zlatém míči – 2021[13]
- Zlatý míč pro nejlepšího útočníka – 2021[13]
- Polský Fotbalista roku (9×) – 2011, 2012, 2013, 2014, 2015, 2016, 2017, 2019, 2020[156]
- Nejlepší střelec polské 2. ligy, 21 gólů (2007/08)
- Nejlepší střelec polské 1. ligy, 18 gólů (2009/10)
- Nejlepší střelec nejvyšší německé ligové soutěže – 1. Bundesligy (7×)
  - 2013/14 (20 gólů za Borussii Dortmund)[2][4][52]
  - 2015/16 (30 gólů za Bayern Mnichov)[2][4]
  - 2017/18 (29 gólů)[2][4]
  - 2018/19 (22 gólů)[2][4]
  - 2019/20 (34 gólů)[2][4]
  - 2020/21 (41 gólů)[2][4][12]
  - 2021/22 (35 gólů)[2]
- Nejlepší střelec německého domácího poháru – DFB-Pokalu (5×)
  - 2011/12 (7 gólů za Borussii Dortmund)[2][31]
  - 2016/17 (5 gólů za Bayern Mnichov)[2]
  - 2017/18 (6 gólů)[2]
  - 2018/19 (7 gólů)[2]
  - 2019/20 (6 gólů)[2]
- Nejlepší střelec nejvyšší španělské ligové soutěže – La Ligy / Trofeo Pichichi (1×)
  - 2022/23 (23 gólů)[2]
- Nejlepší střelec Ligy mistrů UEFA (1×)
  - 2019/20 (15 gólů)[2]
- Zlatá kopačka – 2020/21 (41 gólů)[12]
- Tým roku podle UEFA (2×) – 2019,[157] 2020[158]
- Sestava sezóny Ligy mistrů UEFA – 2015/16,[159] 2016/17,[160] 2019/20,[161] 2020/21[162]
- Nejlepší jedenáctka sezóny Bundesligy podle kickeru – 2017/18,[163] 2018/19,[164] 2019/20,[165] 2020/21,[166] 2021/22[167]
- Nejlepší jedenáctka podle ESM – 2019/20,[168] 2020/21[169]
- Světová jedenáctka FIFA FIFPro – 2020,[170] 2021[171]